# Euphorbia rupestris
Euphorbia rupestris — вид рослин із родини молочайних (Euphorbiaceae), ендемік Алтаю.

## Опис
Це гола багаторічна трава 10–20 см заввишки. Стебла прості. Листки 3–4 × 1–1.5 см, зворотнояйцеподібні, цілі, тупі. Суцвіття зонтикоподібне; приквітки у довжину 1–2 см, округло-трикутні. Нектарники темно-пурпурові. Квітки жовті. Період цвітіння: літо. Насіння 4–5 × ≈ 2 мм, еліпсоїдне.

## Поширення
Ендемік Алтаю. Населяє скелясті схили.